# LADA Vesta
LADA Vesta (рус. Лада Веста) — семейство российских автомобилей среднего класса, выпускаемых АвтоВАЗом с 25 сентября 2015 года в кузове седан, и с 2017 года в кузове универсал. Головной моделью семейства является седан, носящий по отраслевой нормали ОН 025270-66 LADA-2180. Заменило семейство LADA Priora в модельной линейке. Представляет собой пятое поколение легковых автомобилей LADA. Старт продаж Vesta состоялся 25 ноября 2015 года. Самый продаваемый автомобиль в России в 2018 и 2021 годах.

## История, развитие проекта
Разработка семейства моделей «Лада Веста» являлась возобновлением приостановленных работ над семейством моделей «Лада Силуэт»: ВАЗ-2116 (кузов типа седан), 2117 (универсал) и 2118 (хетчбэк), построенных на платформе «Лада Ц», которая должна была заменить собой «Ладу Гамма». Заметным конструктивным отличием данной платформы от предыдущей является наличие подрамника в передней подвеске. После возобновления разработки её конструкция была частично пересмотрена, а сама она стала называться «Лада Б». По условиям соглашения СП «Рено-Ниссан-АвтоВАЗ», последний обязывался обеспечить совместимость некоторых деталей (унифицировать) с таковыми разработки остальных участников совместного производства, а также использовать некоторые их узлы и детали. Таким образом, платформа была отчасти переделана — в частности, в моделях данного семейства применяется задняя подвеска и рулевая рейка марки «Рено». Собственного двигателя для данного поколения легковых автомобилей ВАЗ разработано не было — в них используются модификации двигателей от прежней платформы «Лада Гамма», а также марки «Ниссан» (похожее обстоятельство имело место в 1980-90 годах на АЗЛК, где современное поколение автомобилей данного завода вынужденно комплектовалось двигателями предыдущего). Так же обстоит дело и с КП. Внешний вид отдельных частей кузовов — в особенности, передней и задних, был переиначен британским дизайнером Стивеном Маттином в придуманном им «икс-стиле», авторство внешности интерьера принадлежит Андрею Бессолицыну.
Стоимость разработки автомобиля составила около 6,5 млрд рублей. Первый кузов предсерийной Vesta был сварен 5 ноября 2014 года в Ижевске. 6 февраля 2015 года в Ижевске сварен и окрашен первый кузов LADA Vesta по серийной технологии. 25 сентября 2015 года состоялась торжественная церемония запуска серийного производства модели.
Предполагалось, что первым 25 ноября 2015 года в продаже появится седан, затем — хетчбэк, но впоследствии план изменили, и в 2017 году началось серийное производство универсала и его внедорожного варианта.
Российским покупателям седан Vesta предлагается в трёх основных комплектациях. Первоначально планировалось, что автомобиль будет стоить около 400 тыс. рублей, однако затем президент АвтоВАЗ Бу Андерссон принял решение повысить стоимость до 500—550 тыс. рублей. 24 ноября 2015 года была названа окончательная минимальная цена на автомобиль — 514 тыс. рублей. На декабрь 2016 цена автомобиля начиналась с 529 тыс. рублей. На конец ноября 2017 цена автомобиля начиналась с 554 900 руб.
В 2016 году был представлен LADA Vesta Signature с удлинённой колесной базой. Данный проект в серию не пошёл.
29 августа 2016 года глава АвтоВАЗа Николя Мор заявил, что компания отказалась от планов по выпуску хетчбэка из-за возможной внутрибрендовой конкуренции с моделью XRAY. 19 сентября 2017 года АвтоВАЗ начал принимать заказы на универсалы Vesta SW и Vesta SW Cross.
31 января 2019 года появилась LADA Vesta Sport с двигателем 1,8 литра мощностью 145 л. с. Это первая Lada после 1998 года стоимостью более 1 миллиона рублей .
25 ноября 2019 года стартовали продажи обновлённого семейства Lada Vesta. Главным изменением стало появление версий с бесступенчатой автоматической трансмиссией Jatco JF015E, работающей в паре с двигателем Renault H4Mk. Несмотря на установку вариатора, инженерам АвтоВАЗа удалось сохранить высокий дорожный просвет в 178 мм (203 мм для «кроссовых» версий).
На июнь 2020 выпущено 450 тысяч единиц.
На январь 2022 выпущено 650 тысяч машин.
Версии с двигателями ВАЗ-21129 и ВАЗ-21179 отныне комплектовалась только механической КП. Выпуск Lada Vesta с роботизированной трансмиссией АМТ был прекращён. Помимо этого, на автомобилях семейства были проведены небольшие изменения, улучшающие их эксплуатационные характеристики:
- зеркала с улучшенной аэродинамикой[источник не указан 2054 дня] и электроприводом складывания;
- электроподогрев рулевого колеса;
- функция подсветки поворотов противотуманными фарами;
- дверные ограничители, не дающие дверям легко распахиваться;
- бескаркасные щётки стеклоочистителей;
- подстаканники увеличенной глубины;
- антенна «акулий плавник» и задний подлокотник с подстаканниками на седанах.

Топовая комплектация Exclusive, помимо седана, теперь доступна и для универсала Vesta SW. В цветовой гамме появился новый ярко-синий цвет «Дайвинг», заменивший тёмно-синий цвет «Блюз».

### Рестайлинг
20 декабря 2020 года в Сети появились неофициальная информация о выпуске опытной партии рестайлинговой версии Lada Vesta. От предшественника новинка будет отличаться бамперами, наличием светодиодной оптики спереди и сзади, иной формой противотуманных фар, обновлёнными панелями и материалами салона, новой системой мультимедиа и другими изменениями. Основные агрегаты (двигатели и трансмиссию) должны остаться прежними. На протяжении всего 2021 года «АвтоВАЗ» проводил дорожные тесты будущей новинки, никак не комментируя слухи вокруг проекта. 12 января 2022 года на пресс-конференции в Москве «АвтоВАЗ» официально показал первый видеотизер обновлённой Lada Vesta, подтвердив появление светодиодной оптики.
Старт производства LADA Vesta FL — 22 февраля 2022 года. Первым автомобилем стала LADA Vesta SW Cross золотистого цвета. С этого дня конвейер в Ижевске должен будет выпускать только обновлённые машины этого семейства. Примерно тогда же начнётся и отгрузка таких автомобилей в сервисно-сбытовую сеть.

## Новое поколение Vesta
Во время визита президента России Владимира Путина на завод АВТОВАЗ в 2025 году стало известно, что Lada Vesta получит новую модификацию и перейдёт в сегмент C. Это означает увеличение габаритов, повышение комфорта и возможное усиление силовых установок. Вице-президент компании Максим Шмелёв отметил, что обновлённая модель сможет конкурировать с Kia Cerato и Hyundai Elantra. Пока подробности неизвестны, но ожидается серьёзное обновление модельного ряда, а первые концепты могут появиться в ближайшие годы.

## Награды
Получил всероссийскую премию "Лучший автомобиль 2022 года в "Малом классе""
Получил всероссийскую премию "Лучший автомобиль 2023 года в "Малом классе""

### Рестайлинг 2022-2024 года
В феврале 2022 года на заводе в Ижевске началось серийное производство Lada Vesta NG (New Generation). Первым автомобилем стал универсал Vesta SW Cross 2023 в золотистом оттенке «Гарфилд».
После ухода французов и смены руководства на Автовазе было принято решение о переносе производства Lada Vesta NG из Ижевска в Тольятти. Данное мероприятие отодвинуло выпуск машин более, чем на год. Также произошла замена некоторых иностранных комплектующих на отечественные и китайские аналоги.
В салоне автомобиля появятся новые дверные карты, блок климат-контроля, новая мультимедийная система и обновлённая приборная панель, которая в топовых версиях модели будет полностью цифровой. Первые партии оснастят 8-клапанным 90-сильным мотором объёмом 1,6 литра и механической коробкой передач. В мае 2023 года планируется выпуск версий с 16-клапанным 106-сильным двигателем. Vesta NG с автоматической коробкой передач появятся в начале 2024 года.
Продажи новых автомобилей были запланированы на апрель-май 2023 года, однако в апреле появилась информация о переносе старта продаж на июнь.
Объём продаж Vesta в октябре 2023 года составил 9034 автомобиля.

## Технические характеристики

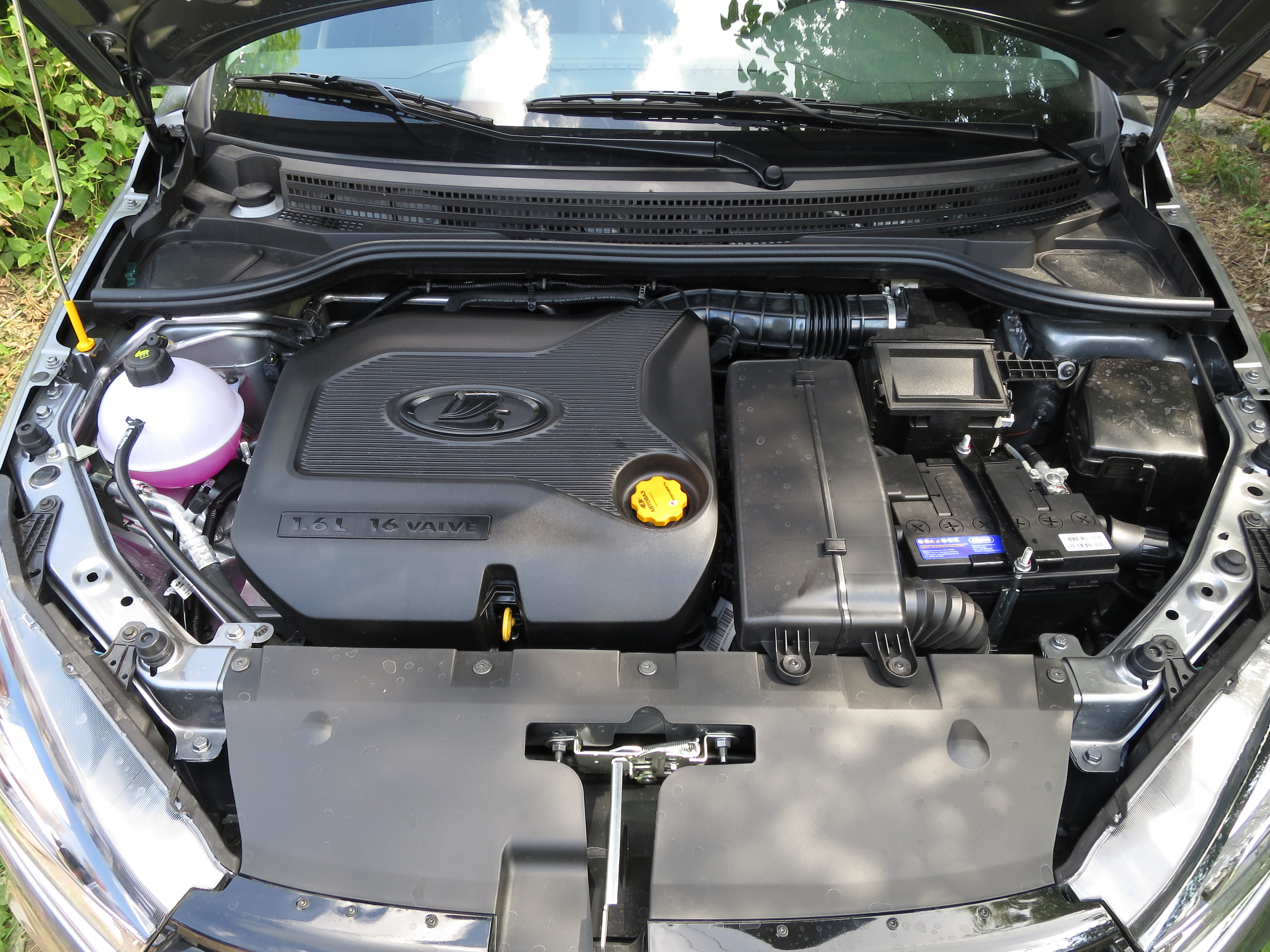
Двигатель 21129 — самый популярный двигатель
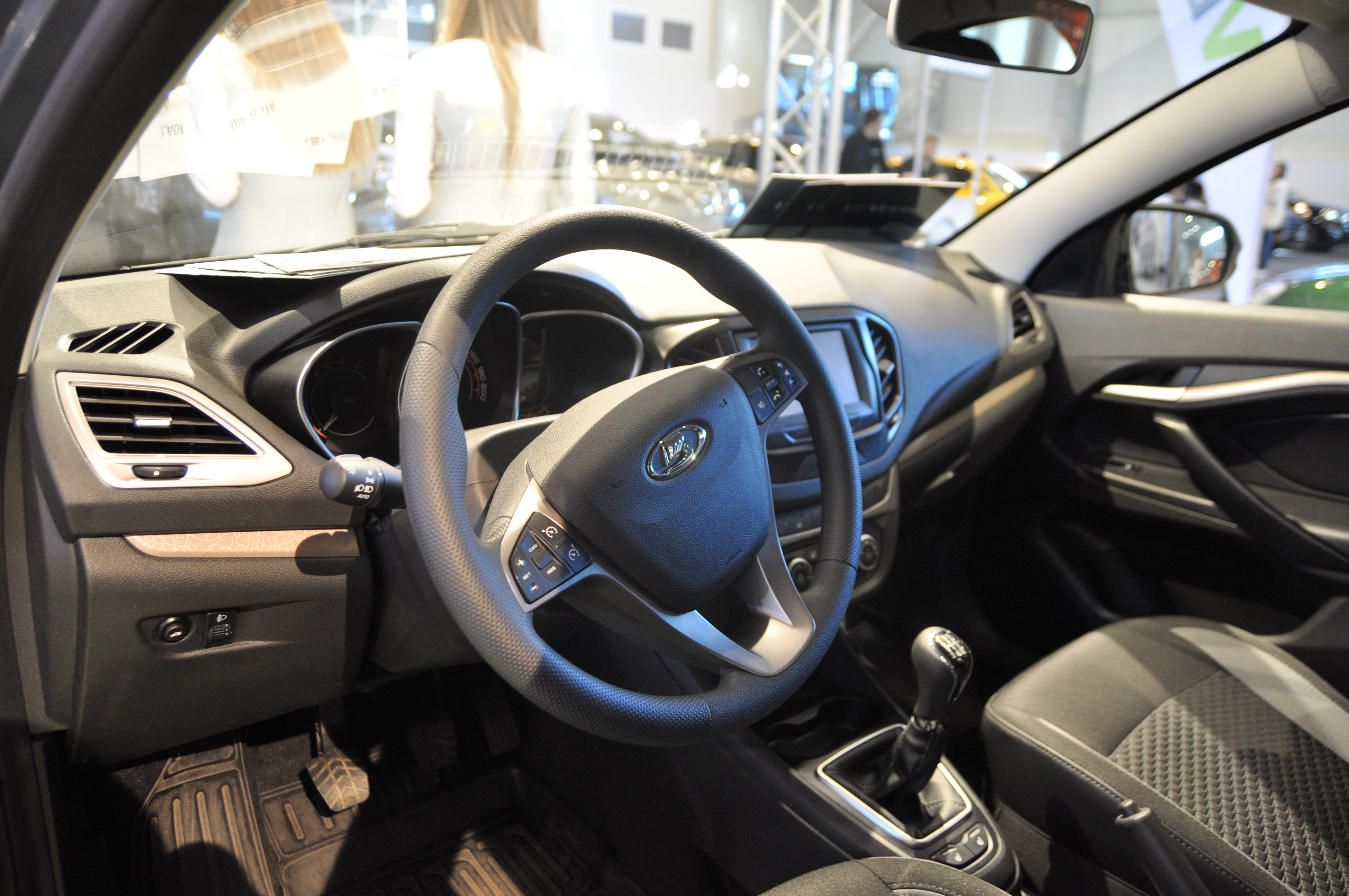
Интерьер

Длина автомобиля превосходит размеры Приоры и составляет 4,41 м (седан и универсал).
Автомобиль создан на платформе Lada B, дальнейшей переработке нереализованного проекта Lada C (2006 год). Дизайн автомобиля базируется на концепт-карах LADA XRAY. Сообщается, что автомобиль получил полностью оригинальную переднюю подвеску с L-образными рычагами (наработка с проекта Lada C) и новыми поворотными кулаками и кастором в 5 градусов, и рулевое управление от Renault Megane. Рулевая колонка регулируется по наклону и по вылету во всех комплектациях. Некоторые компоненты, такие, как тормоза и радиатор, заимствованы из разработок Renault-Nissan.
Автомобиль оснащается двигателями ВАЗ объёмом 1,6 литра (106 л. с. ВАЗ-21129) и двигателем объёмом 1,8 литра (122 л. с. ВАЗ-21179). Для машины предложены два варианта трансмиссии. Это 5-ступенчатая механическая коробка передач и автоматизированная механическая трансмиссия (АМТ) российской разработки (ВАЗ 21827). Узнать, какая коробка стоит на автомобиле, можно по VIN-номеру автомобиля: если в нём есть код GFL13, то коробка передач Renault, если GFL11 — установлена вазовская «механика» ВАЗ 21807. У версий с «роботом» код GFL12..
В 2017 году LADA Vesta планируют оснащать газобаллонным оборудованием, которое позволит использовать в качестве топлива природный газ (метан), сжатый до 250 атмосфер. Эта версия в равной степени способна работать как на обычном бензине, так и на СГ, что существенно расширяет возможности автомобиля. Опытная партия газовых «Вест» и «Ларгусов» в размере около 300 автомобилей уже выпущена (ноябрь 2015 года) и проходит сертификацию.

## Комплектации
У LADA Vesta три основные комплектации — базовая Classic, средняя Comfort и топовая Luxe. Для седана также доступны упрощенная комплектация Standard и топовая комплектация Exclusive. Во всех комплектациях есть опции. Для комплектации Classic — Start, для Comfort — Multimedia и Image, для Luxe — Multimedia и Prestige.

### Модификации
- Aura — удлинённая версия седана модели второго поколения, которая является аналогом первой Vesta Signature. Автомобиль запущен в производство 9 октября 2024 года.[22] Глава государства Владимир Путин только по видеосвязи смог поучаствовать в запуске конвейера по сборке серийного премиального автомобиля Lada Aura. Машины будут сходить с линии завода «АвтоВАЗ» в Самарской области.
- Vesta Cross — 5-местный седан повышенной проходимости.
- Vesta CNG — модификация, позволяющая использовать два вида топлива: сжатый природный газ (метан) и бензин.
- Vesta SW — 5-местный универсал.
- Vesta SW Cross — 5-местный универсал повышенной проходимости.
- Vesta Sport — 5-местный седан, созданный спортивным подразделением Lada Sport и производившийся на его мощностях. Отличается оригинальными бамперами, «юбками» на порогах и спойлером на крышке багажника. Автомобиль оснащён форсированным 1,8-литровым бензиновым двигателем ВАЗ-21179, который работает в паре с 5-ступенчатой механической КПП Renault модели JR5. Мощность двигателя составляет 145 л. с., крутящий момент 184 Нм, максимальная скорость 193 км/ч[23]. Также автомобиль получил новые передние кресла, новые амортизаторы и пружины подвески, усиленные тормоза и оригинальную выпускную систему[24]. Официальная премьера состоялась на Московском международном автосалоне 29 августа 2018 года в комплексе «Крокус-Экспо», а продажи начались 31 января 2019 года.

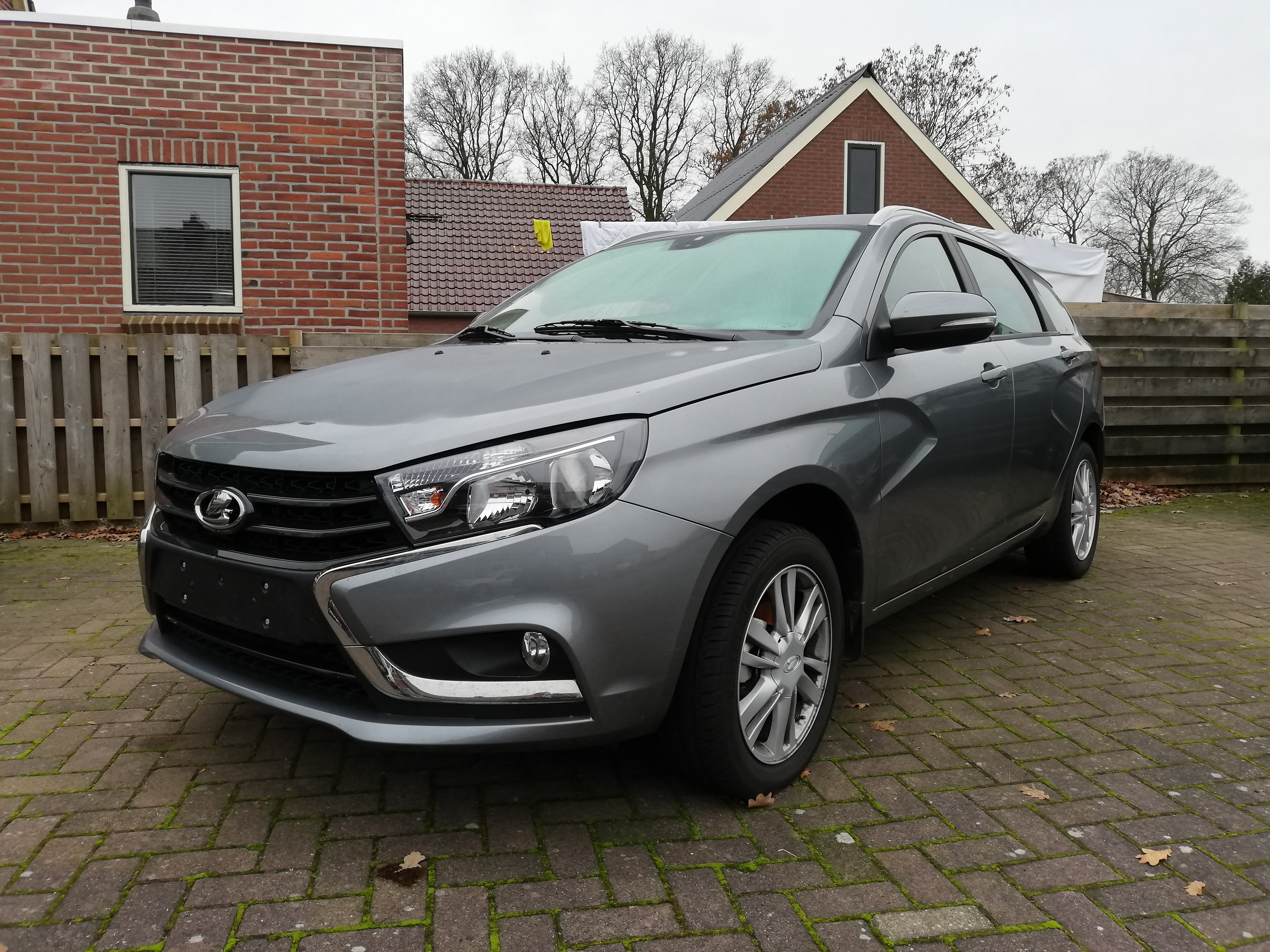
LADA Vesta SW
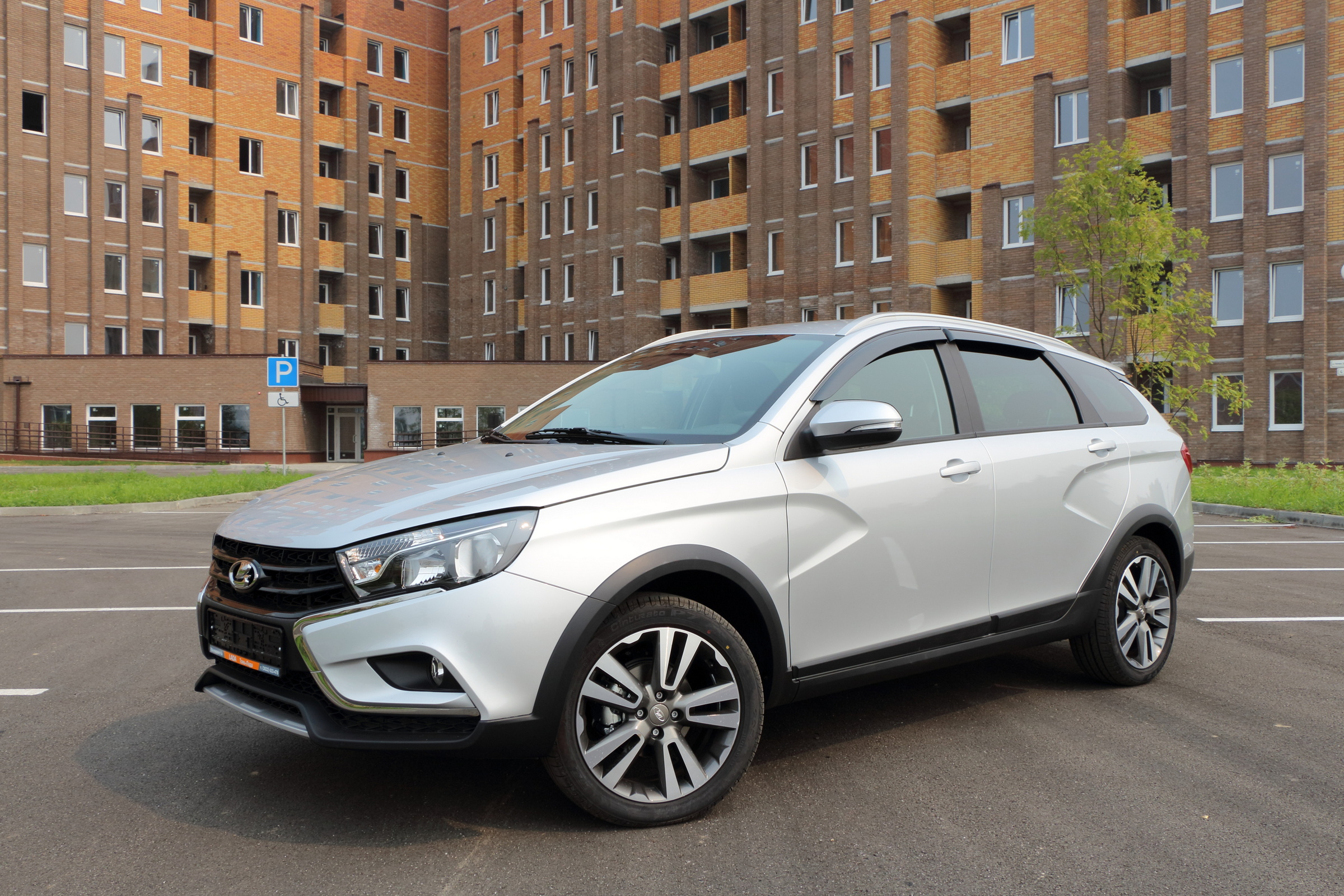
LADA Vesta SW Cross
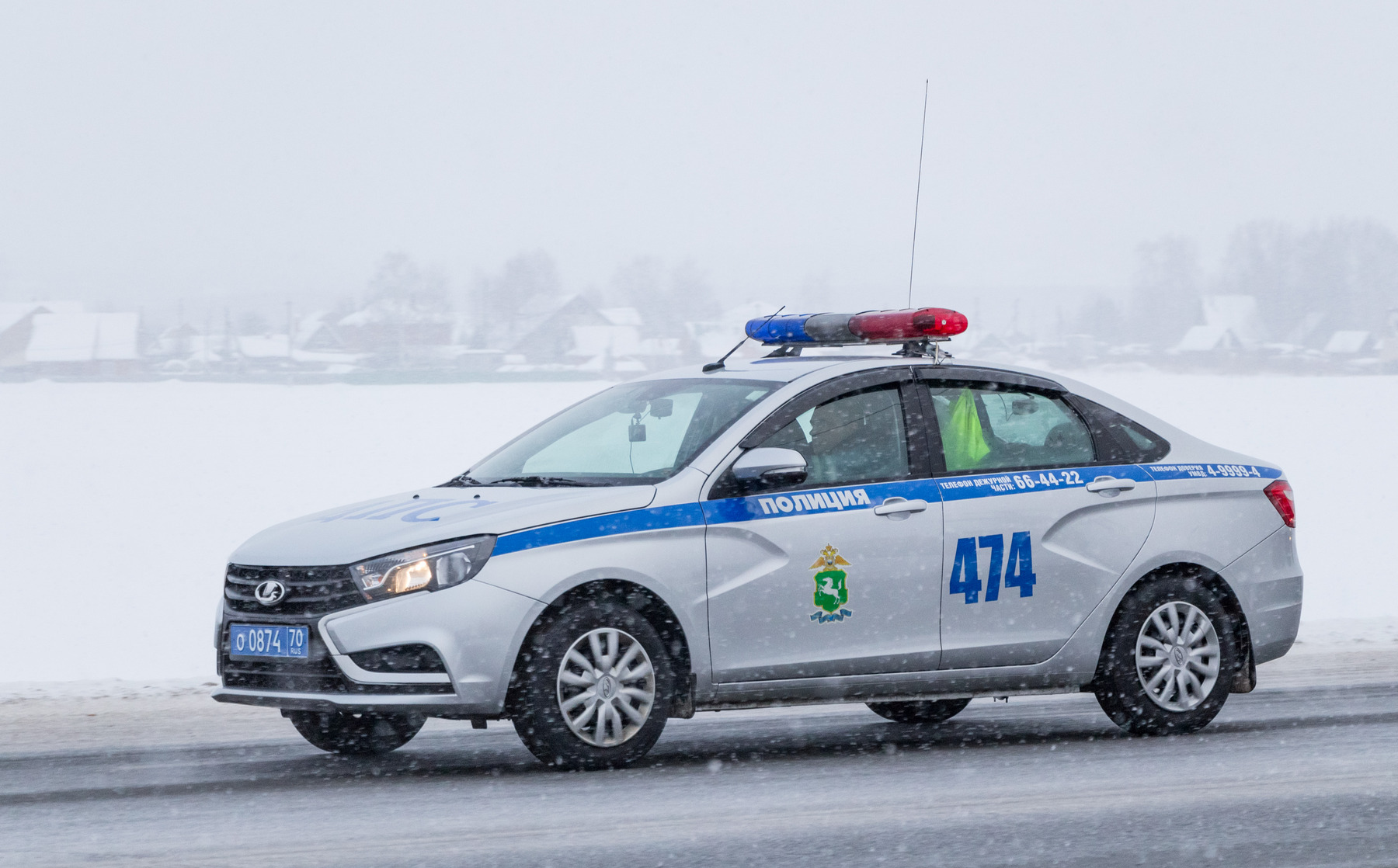
Для полиции
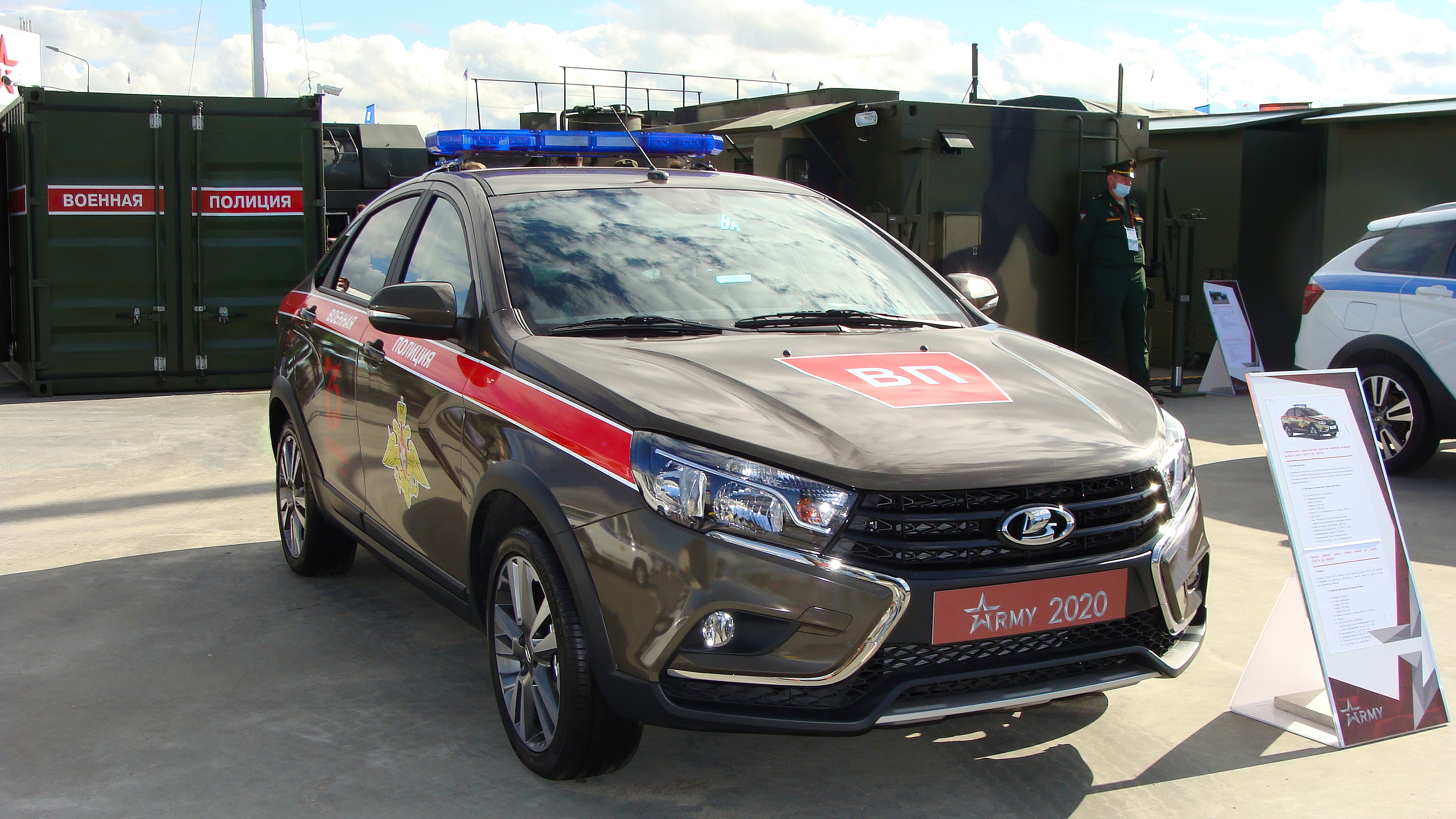
Для военной полиции

## Безопасность
| ARCAP                                                               |                  |
|                                                                     |                  |
| Безопасность пассажиров (фронтальный удар)                          | 14,1 балла из 16 |
| Протестированная модель: LADA (ВАЗ) Vesta, пятидверный седан (2016) |                  |

В результате краш-теста, проведённого «Авторевю» по методике ARCAP, LADA Vesta набрала 14,1 балла из 16 возможных, что означает присвоение машине оценки «4 звезды». LADA Vesta оказалась безопаснее таких автомобилей, как Ford Focus и Hyundai Solaris 1-го поколения. Впереди был только Hyundai Solaris 2-го поколения и Volkswagen Polo. В 2016 году на автомобили в комплектации «Люкс» начали устанавливать боковые подушки безопасности.
| ARCAP                                                               |                  |
|                                                                     |                  |
| Безопасность пассажиров (фронтальный удар)                          | 15,1 балла из 16 |
| Протестированная модель: LADA (ВАЗ) Vesta, пятидверный седан (2018) |                  |

В 2018 году АвтоВАЗ немного улучшил безопасность авто. К прошлым результатам «Авторевю» добавили 1 балл. В итоге: 15,1/16 баллов, 5 звёзд. Автомобиль оказался безопаснее, чем Volkswagen Polo и впереди LADA Vesta остаётся только Hyundai Solaris 2-го поколения, который набрал 16/16 баллов и 5 звёзд.

## Автоспорт

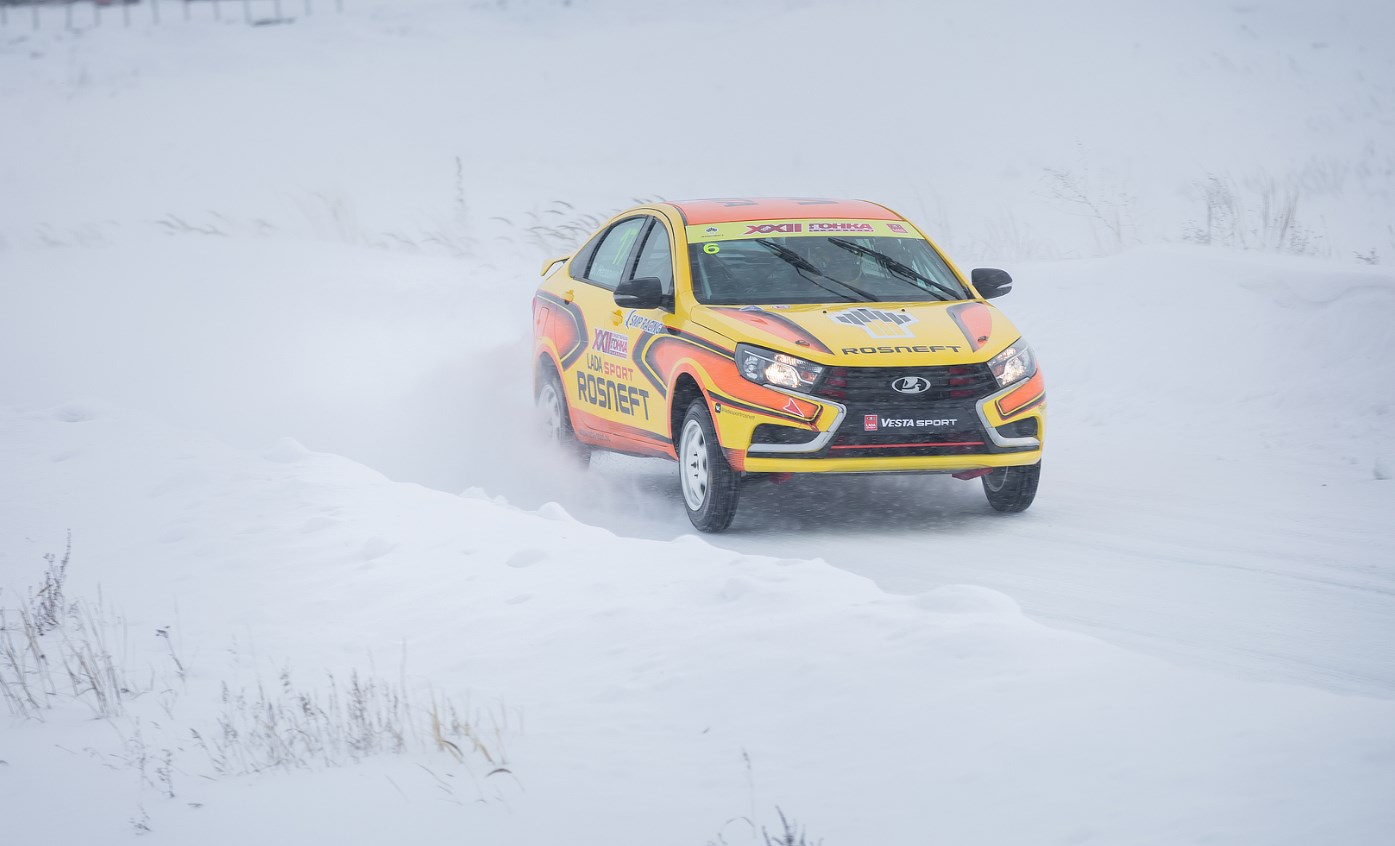
Участник «Рождественской гонки чемпионов» на LADA Vesta Sport, 2019
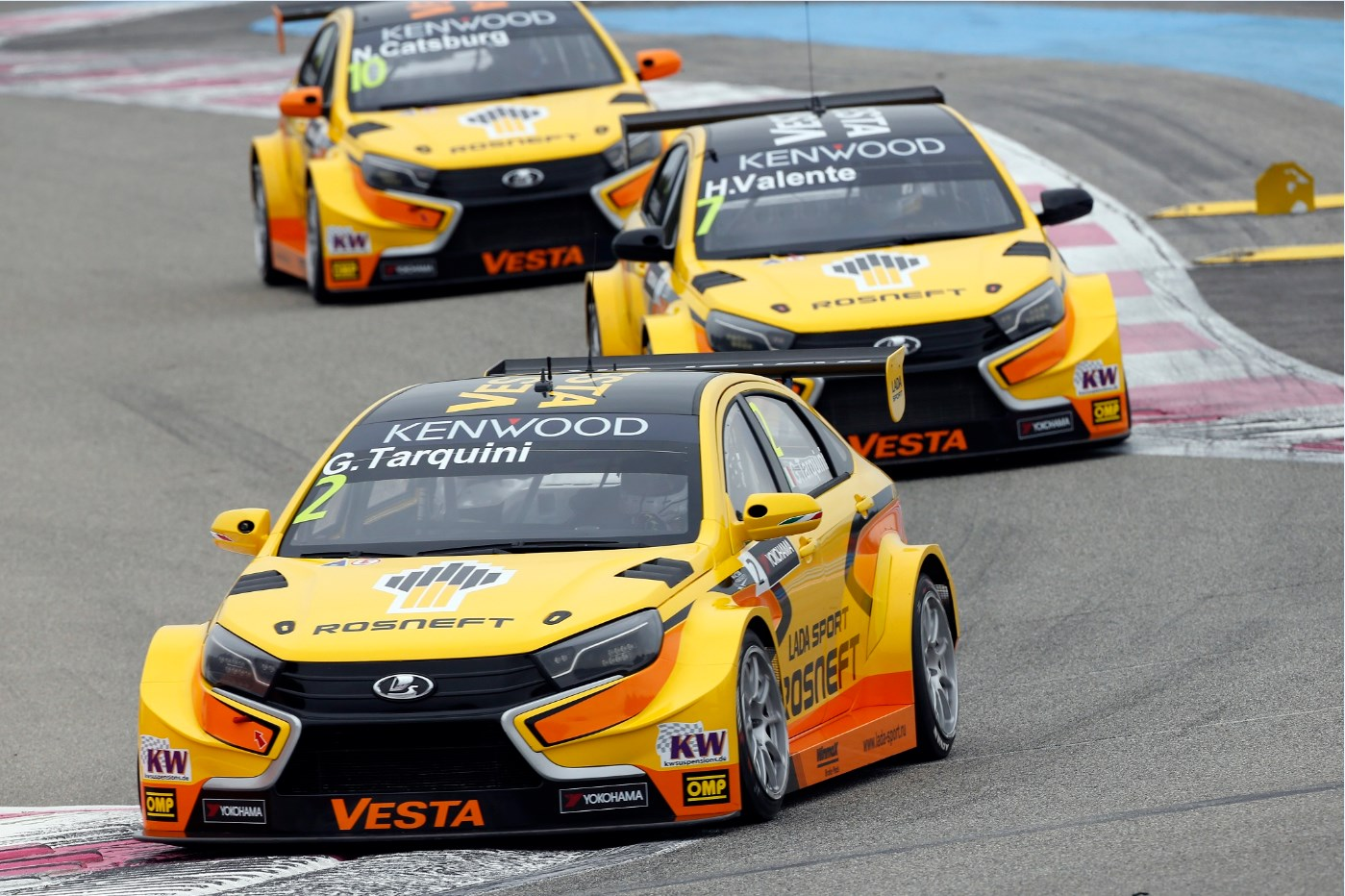
Команда LADA Sport на автомобилях LADA Vesta TC1, 2016

Заводская команда LADA Sport участвовала в чемпионатах мира по автогонкам в классе «Туринг» 2015 и 2016 годов на модели LADA Vesta TC1 с 1,6-литровым турбодвигателем мощностью 380 л. с., подготовленным французской компанией Oreca по регламенту Global Race Engine («Всемирный гоночный мотор»). Оба года коллектив заканчивал на третьем месте в зачёте производителей. В сезоне 2016 пилотам удалось показать лучший результат за всё время выступлений вазовцев в WTCC, было завоёвано девять подиумов, включая рекордные три победы, две из которых — на российском этапе серии. Тем временем, к 2017 году мировое первенство оказалось в глубоком кризисе, и LADA Sport (также как и Citroën Racing) решила уйти из неё. Хотя сами гоночные «Весты» использовались в том году, но частной итальянской командой RC Motorsport. Всего пилоты на «Вестах» завоевали в WTCC 19 подиумов (включая 4 победы).
С 2017 года команда LADA Sport с использованием различных модификаций LADA Vesta участвует в Российской серии кольцевых гонок, постоянно находясь в лидирующей группе. За это время удалось достичь следующих успехов, сезон 2017: победа в командном зачёте в классе «Туринг» и победа в личном зачёте в классе «Супер-продакшн»; сезон 2018: победа в личном и командном зачёте в классе «Супер-продакшн»; сезон 2019: победа в личном и командном зачёте в классе «Супер-продакшн». Всего пилоты на «Вестах» завоевали 34 подиума (включая 13 побед) в классе «Туринг» и 57 подиумов (включая 25 побед) в классе «Супер-продакшн». В данный период на трассах российского «кольца» дебютировало три разных версии гоночной турбированной «Весты»: LADA Vesta 1.6T (с двигателем ВАЗ мощностью 255 л. с. и крутящим моментом 300 Нм), LADA Vesta TCR (с 2-литровым двигателем Renault мощностью 340 л. с. и крутящим моментом 410 Нм), LADA Vesta Sport TCR (с 1,8-литровым двигателем Renault мощностью 340 л. с. и крутящим моментом 410 Нм). При этом модель международной категории TCR хоть и была создана в кратчайшие сроки, с первых заездов смогла конкурировать на равных с ведущими мировыми моделями класса.
С 2017 года спортивные LADA Vesta с одинаковым уровнем доработок (сейчас это 1,6-литровые седаны мощностью 170 л. с.) используются всеми участниками январской «Рождественской гонки чемпионов», проводящейся АвтоВАЗом в окрестностях Тольятти. На соревнования приглашаются ведущие пилоты страны. За последнее время турнир вышел на новый уровень и фактически стал на сегодня главным соревнованием среди корифеев российского автоспорта, превзойдя по престижу «Гонку звёзд журнала За рулём» (постоянно терявшую популярность в последние годы и прекратившую своё существование) и автокросс «Серебряная ладья».

## Галерея

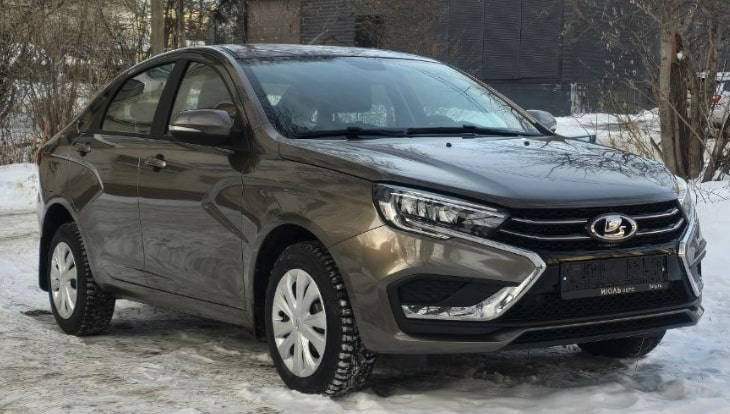
Новая версия(рестайлинг)
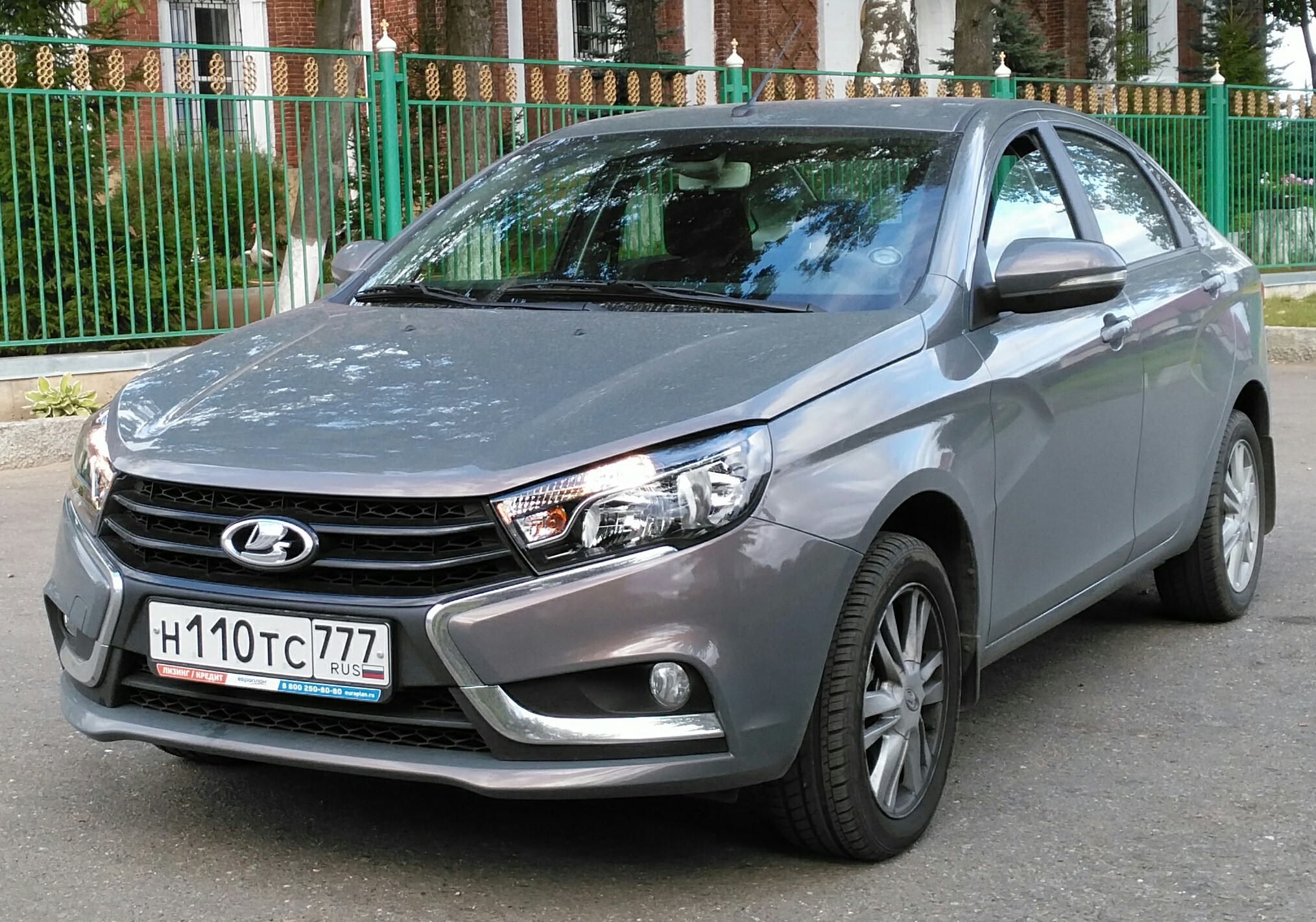
вид спереди
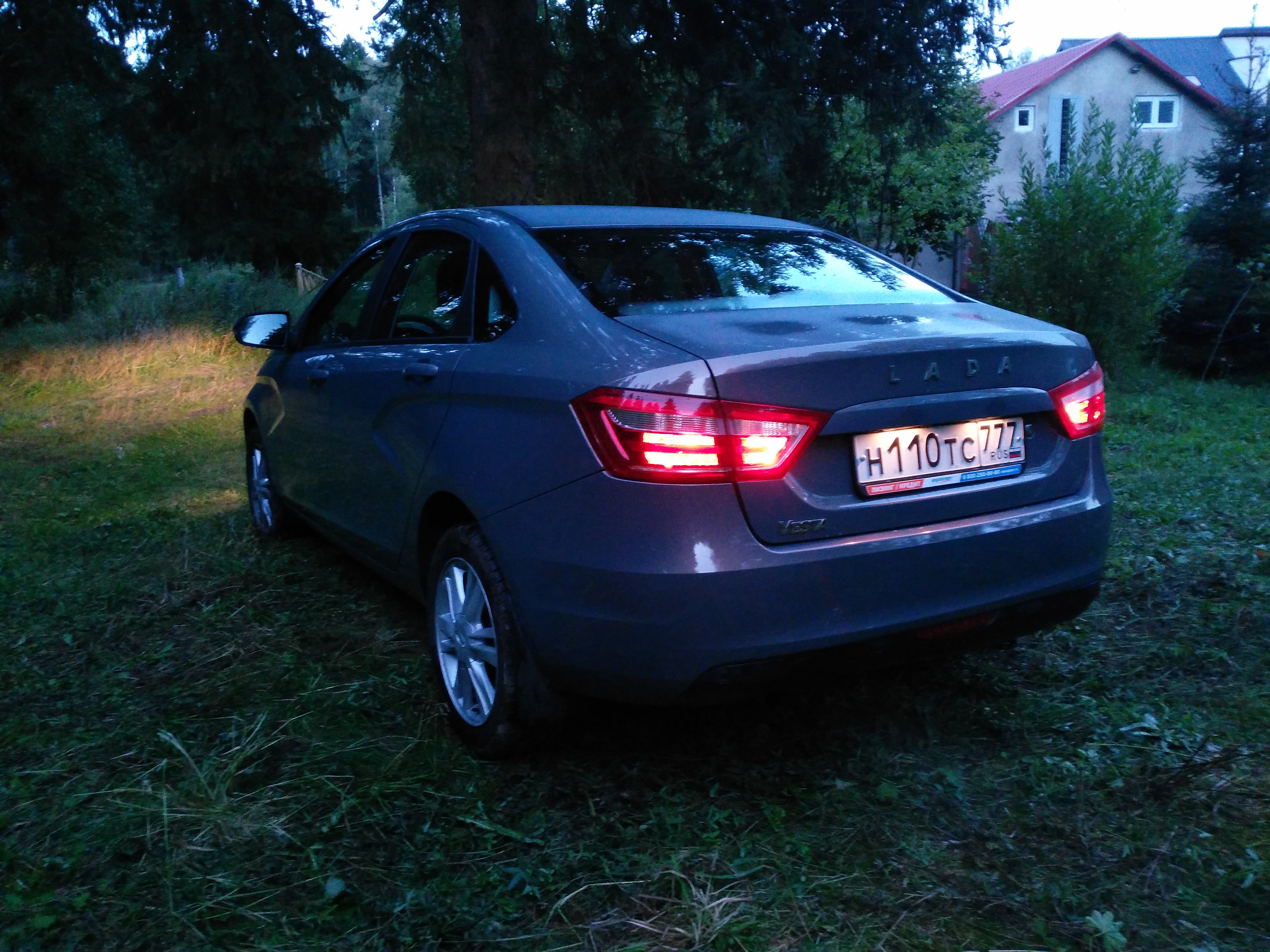
вид сзади
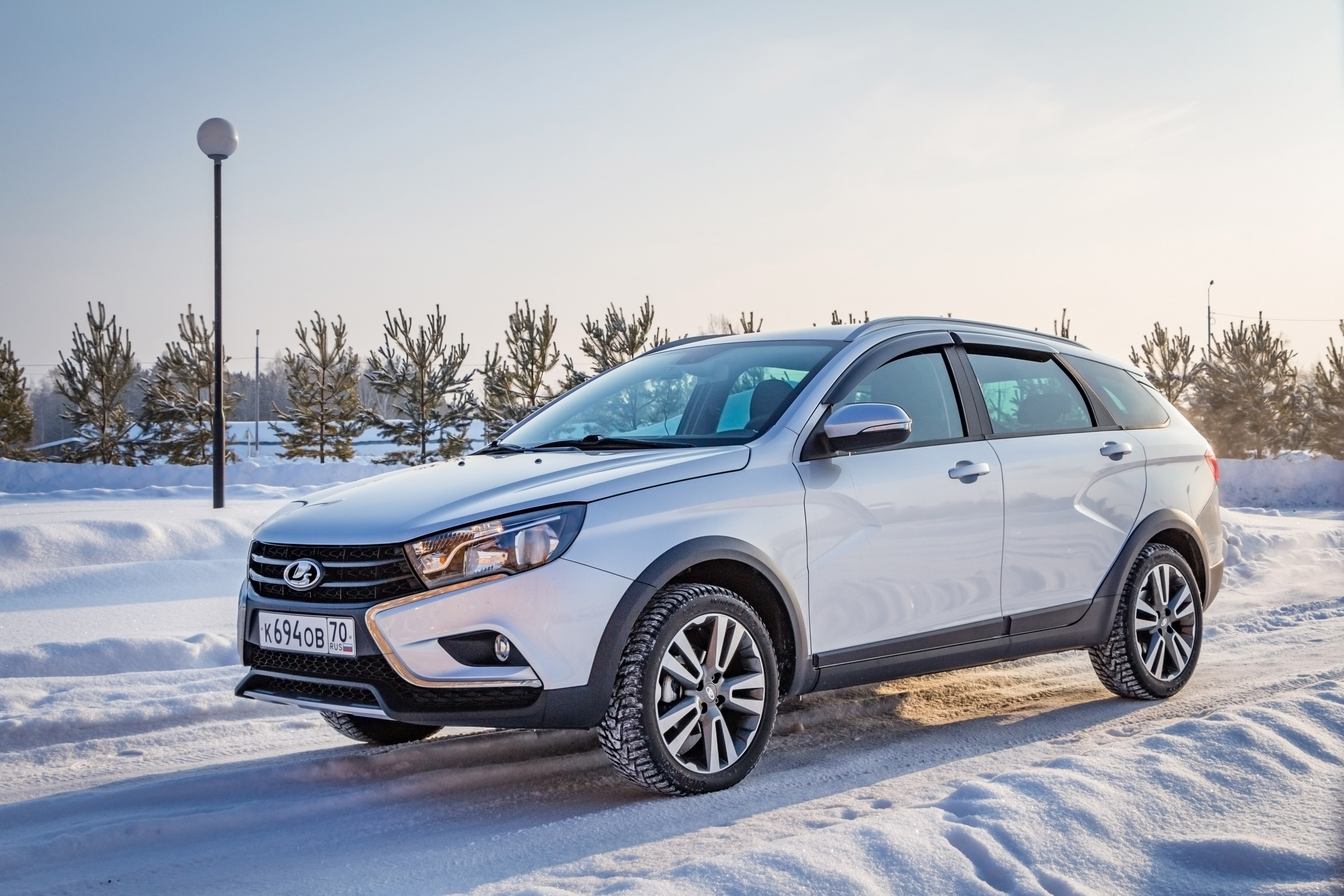
Vesta SW Cross вид спереди
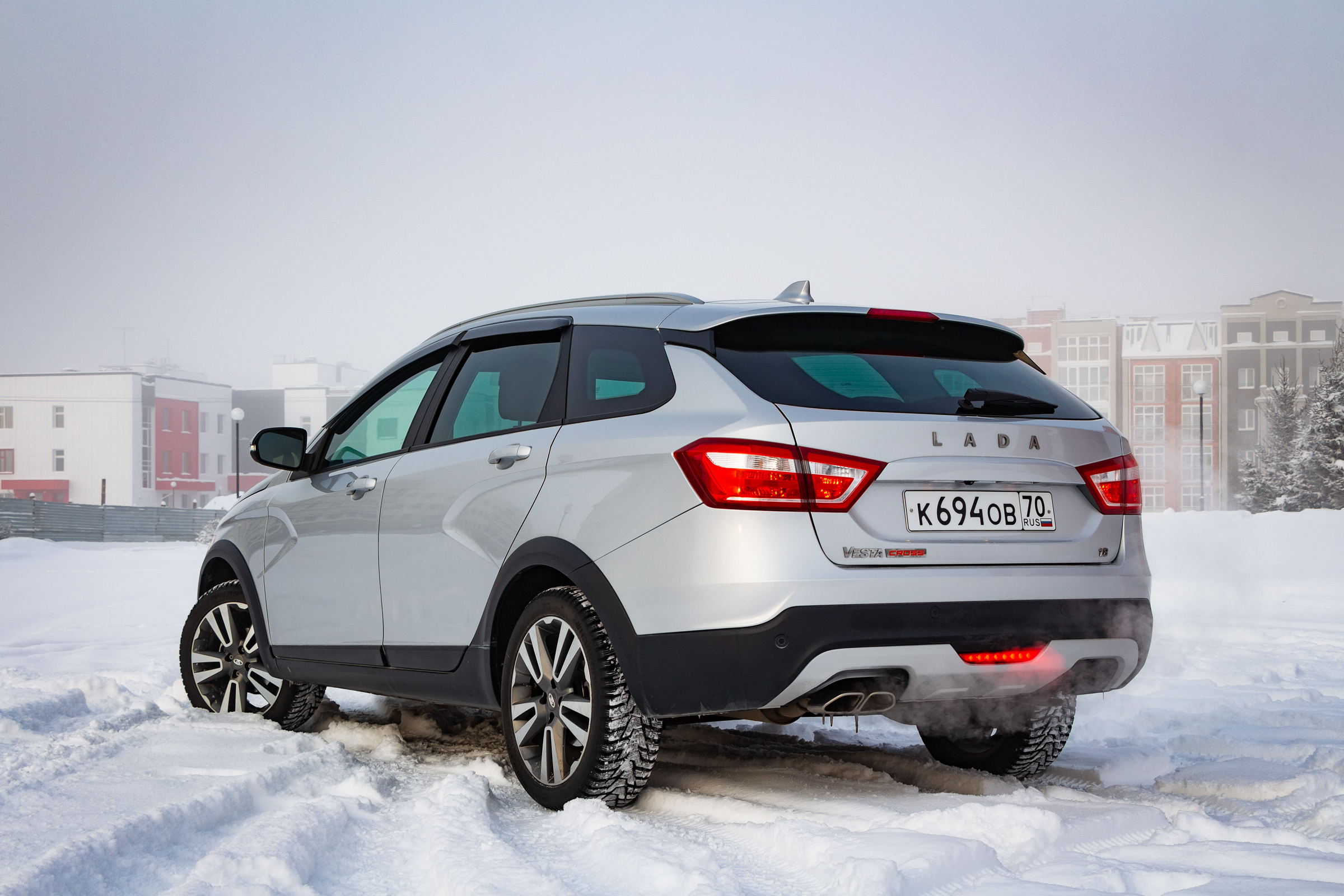
Vesta SW Cross вид сзади
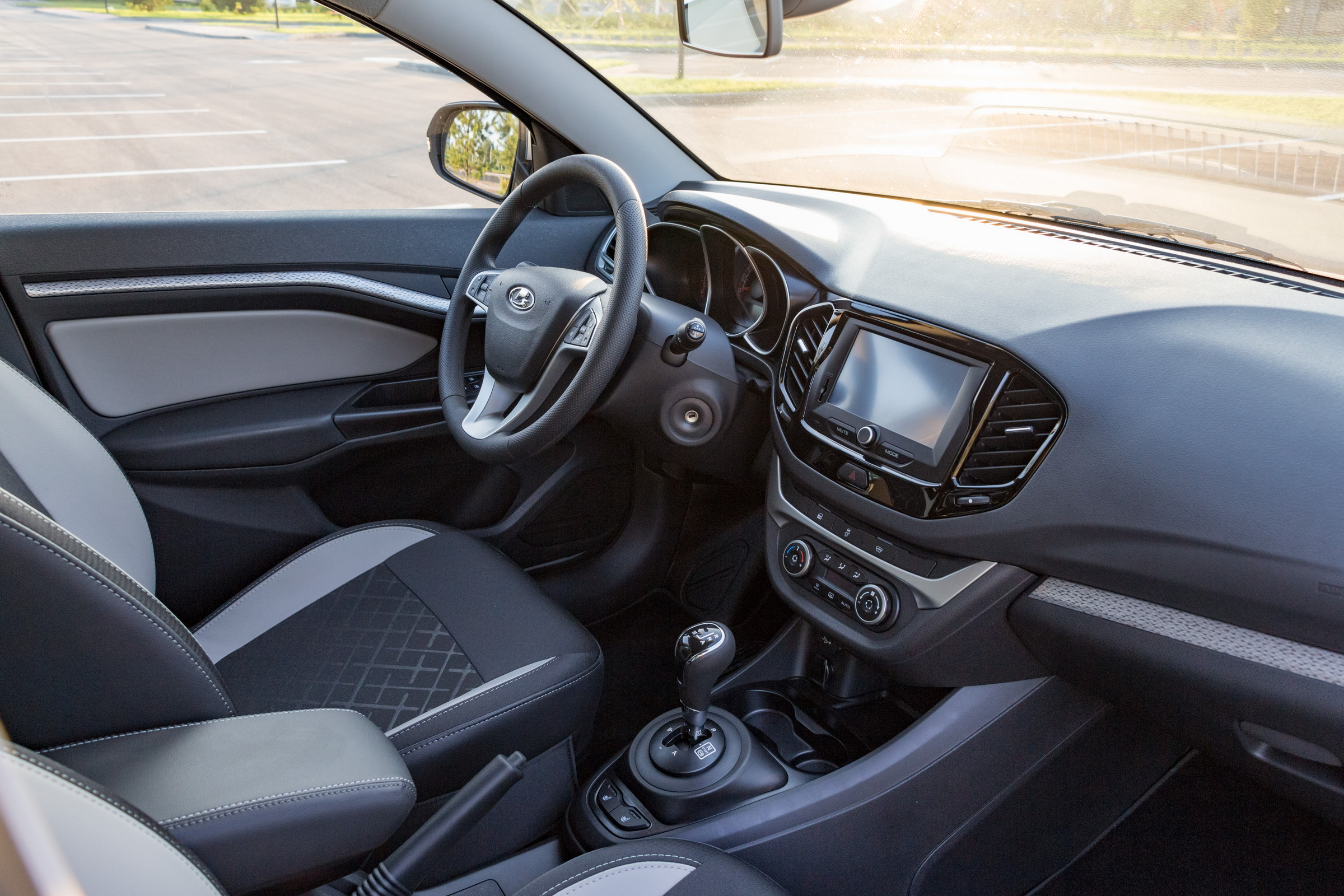
Салон
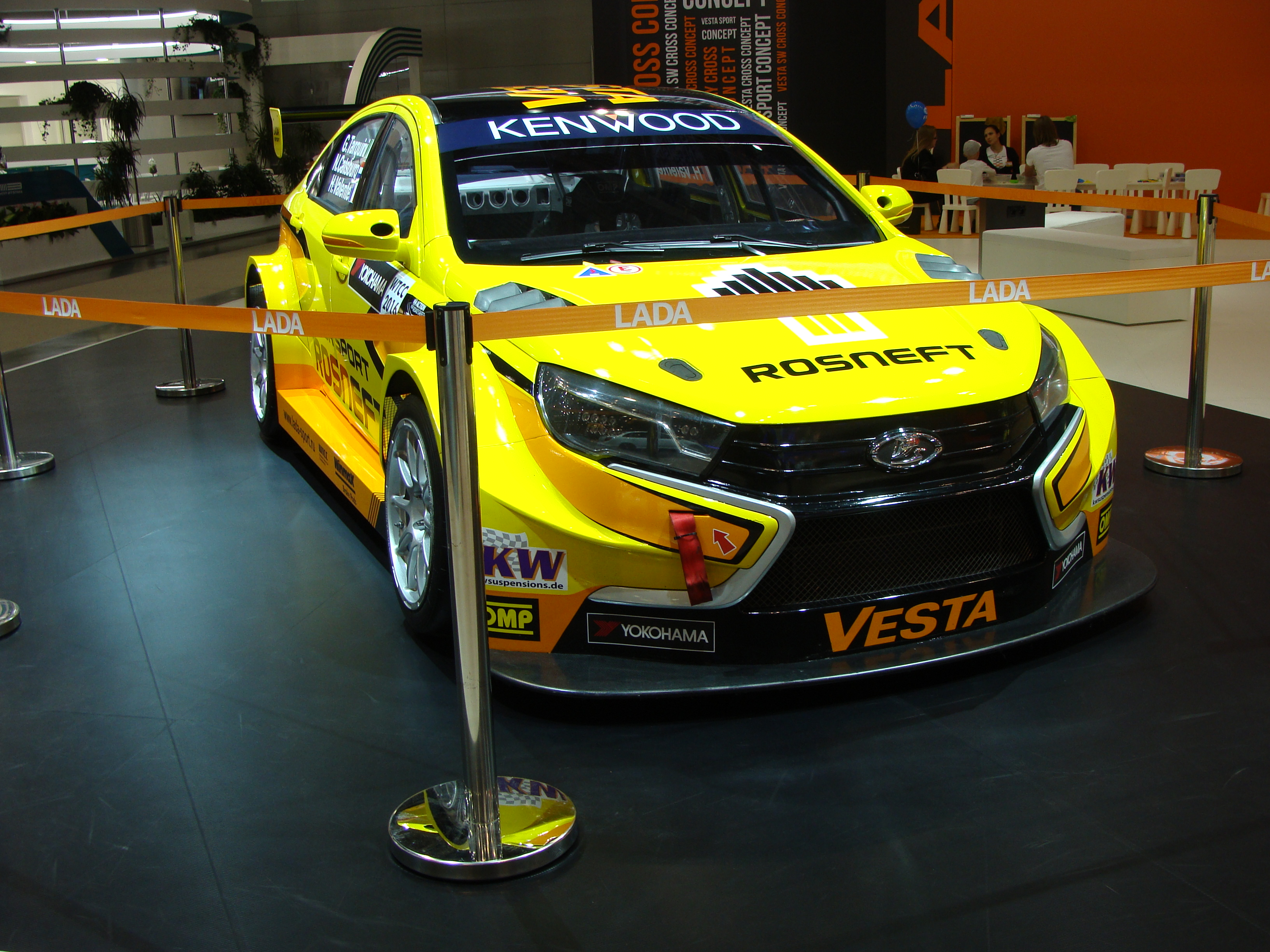
Автоспортивная Vesta sport вид спереди
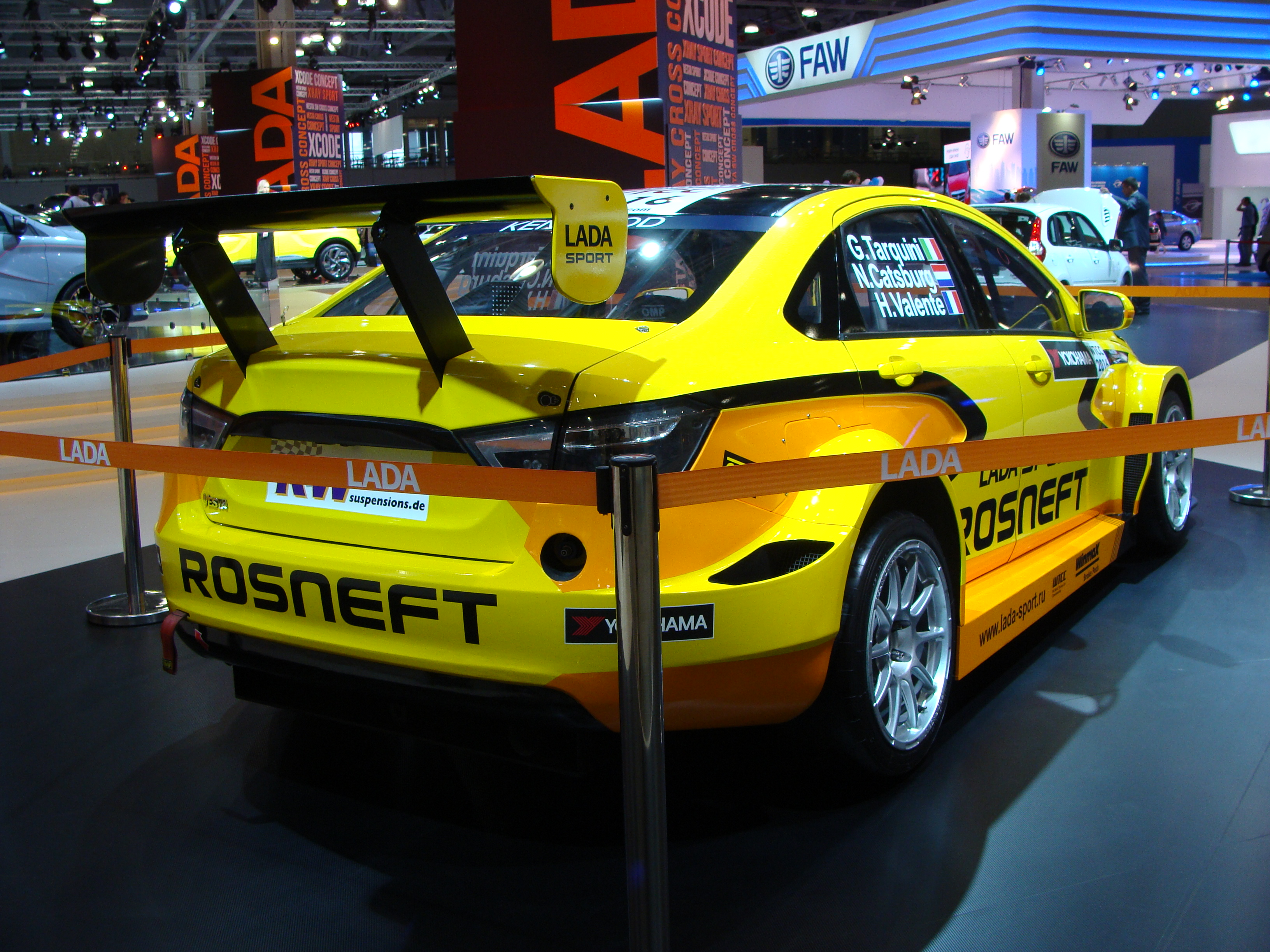
Автоспортивная Vesta sport вид сзади

## На службе
На январь 2023 года не менее 100 машин находятся в эксплуатации служб ДПС и ППС различных регионов России, в частности Lada Vesta используется в Нижегородской, Челябинской  и Свердловской областях, в Санкт-Петербурге, а также в Удмуртии.

## Продажи
В 2024 г. - 123 170 шт. 
16 июля 2025 года аналитическое агентство «Автостат» сообщило, что в первом полугодии Lada Vesta стала самой продаваемой моделью с автоматической трансмиссией на авторынке России, опередив прошлогоднего лидера этого списка Haval Jolion и Chery Tiggo 7 Pro Max. В период с января по июнь на территории страны было реализовано 25,8 тысяч новых автомобилей семейства, оснащенных как классическими АКПП, так и вариаторами, и «роботами».

## Награды
- Премия Marcus в номинации «Экономическая привлекательность» в категории «Компактный класс» (Австрия, 2018)[50].